# Küstenrebellen
Die Küstenrebellen sind eine norddeutsche Band, die im Jahr 2001 von Ralf Bruhn gegründet wurde.

## Geschichte

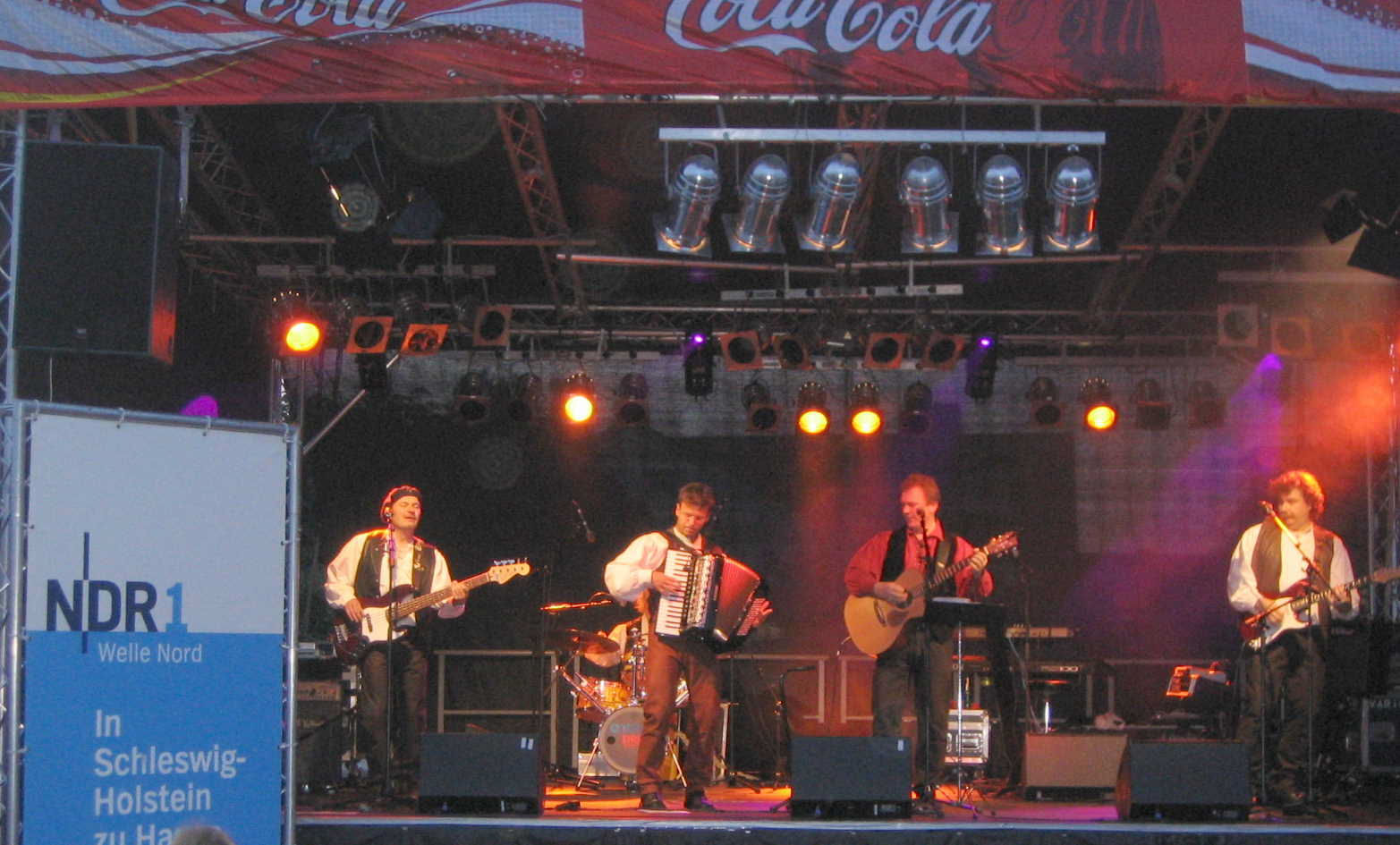
Küstenrebellen bei einem Konzert in Hohwacht (2004)

2003 wurde ein Album und bis 2006 mehrere Singles veröffentlicht. Produziert, komponiert und getextet wurden die Songs von Gottfried Koch und Ralf Bruhn im Hamburger A-Street-Media Studio. Die Band hatte viele Radioeinsätze und diverse Fernsehauftritte u. a. Aktuelle Schaubude beim NDR, Grand Prix der Volksmusik im ZDF, Musikantendampfer bei ARD, Fröhlicher Alltag im MDR usw.
Die Küstenrebellen nahmen 2003 und 2005 am Deutschen Grand Prix der Volksmusik im ZDF teil. Am 4. August 2007 traten die Küstenrebellen als Hauptact auf der RSH Bühne im Rahmen der Kieler Woche auf. Im September 2009 traten sie beim WDR-4-Open-Air-Hafenkonzert im Duisburger Hafen auf.
2009 legte die Band eine mehrjährige Pause ein und wurde 2019 neu formiert.

## Diskografie

### Titel
- Vorn und achtern, Leinen los
- Küstennebel
- Sturmflut
- Gestrandet
- Meuterei
- Es ist vorbei
- Küstenluder
- Männer so schön wie der Norden
- Gegen die Strömung
- Hör´auf den Wind
- S.O.S.
- Die Wüste wächst
- Das Strandpiratenlied
- Raus auf See
- Kann das nicht ein bißchen leichter geh´n
- Miteinander
- Auf der irischen See
- Ostseeküstenblues
- Wo wir sind ist oben
- Zu allem bereit
- Jungs bleiben Jungs
- Jeder ist ein kleiner Stern
- Das sind doch alles kleine Fische
- An der Waterkant geht´s rund

### Album und Compilation
- Gegen die Strömung (Aran Island Records / Bogner Records)
- Grand Prix der Volksmusik 2003 (Koch Universal, München)
- Grand Prix der Volksmusik 2005 (Koch Universal, München)
- In den Bergen erklingt Volksmusik (Quality Music-Line)
- Lichtblicke (Borodino Music)